# Chad Channing
Chad Channing (* 31. Januar 1967) ist ein US-amerikanischer Schlagzeuger. Ab 1988 war er Mitglied der Grunge-Band Nirvana, wurde jedoch 1990 durch Dave Grohl ersetzt. Seitdem spielte er für verschiedene andere Bands.

## Leben und Wirken
Da sein Vater Radio-DJ war, kam Chad Channing früh mit Musik in Berührung. Seine musikalische Karriere begann er als Folge eines Unfalls in der Sporthalle, bei der sein oberer linker Oberschenkelknochen verletzt wurde. Da er unfähig war, weiter Sport zu treiben, schenkten ihm seine Eltern eine rote Bassgitarre, die er schnell gut beherrschte. Als er seine Beine wieder einsetzen konnte, entschieden sich seine Eltern dafür, ihm ein gebrauchtes Schlagzeug zu kaufen, um seine Beinmuskeln zu trainieren. Kurz darauf fing er an mit Freunden zu jammen, begann in Clubs zu spielen und wurde in der Gegend um Seattle immer bekannter.
Channing spielte unter anderem mit seinem High School Klassenkameraden und einem der späteren Nirvana Gitarristen Jason Everman in der Thrash-Metal-Band Stonecrow. 1987 spielte er in der Band Tic-Dolly-Row, die als Vorgängerband von Soundgarden gesehen wird. Bei einem Konzert von Malfunkshun lernte er 1987 Kurt Cobain und Krist Novoselic kennen. Durch Sub Pop, ein regionales Plattenlabel, kam er dann noch im selben Jahr als Drummer zu Nirvana und nahm 1989 gemeinsam mit Cobain und Novoselic das erste Album Bleach auf, bevor er von Dave Grohl ersetzt wurde.
Sein letztes Konzert mit Nirvana gab er am 14. Mai 1990 in Denver. Später trat er Bands wie The Methodists und Television Intravenously bei. Ab 2001 war er als Drummer der Band East Of The Equator aktiv, mittlerweile ist er Bassist bei der Band Redband. Als Solokünstler hat er mit Jack Endino ein Demo aufgenommen.

### Schlagzeugstil
„I like his style, it’s almost drunken.“ -
Dave Grohl in Come as you are, der Nirvana-Biographie von Michael Azzerad auf die Frage nach Channings Stil.
Die beiden Nirvana-Drummer Channing und Grohl unterschieden sich in vielerlei Hinsicht: Chad Channing war eher technisch versiert, trommelte etwas neben dem Beat, benutzte eine Doppelfußmaschine und spielte, zum Verdruss seiner beiden Bandkollegen, mit wenig Krafteinsatz, obwohl die Aufnahmen für das Album Nevermind von ihm sehr kraftvoll eingespielt wurden und Dave Grohl die Schlagzeugspuren fast identisch nachspielte. Nachdem sich weitere künstlerische Differenzen wie beispielsweise die Ablehnung einer intensiveren Mitarbeit beim Songwriting entwickelt hatten, stieg Channing nach eigenen Angaben vor der Fertigstellung des zweiten Albums Nevermind aus.